# Radiale Oued Ouchayah
La Radiale Oued Ouchayah est une infrastructure de type autoroutier, ayant la configuration 2 × 3 voies, reliant les rocades nord et sud d'Alger à la Radiale Baraki afin de rejoindre l'Autoroute Est-Ouest.

## Description
Il s'agit d'une autoroute qui traverse la proche banlieue est d'Alger au niveau d'Hussein Dey et Bachdjerrah à travers un tunnel de près d'un 1 km afin de rejoindre la plaine de la Mitidja.

## Historique
La Radiale d'Oued Ouchayah a commencé à être construite dans les années 1980 en même temps que les rocades nord et sud d'Alger comme une route qui fait la jonction entre les deux.
Pour ce faire un tunnel de 900 mètres passant sous la cité des Palmiers est réalisé entre 1987 et 1991.
Dans les années 2010 il a été décidé de prolonger la radiale jusqu'à la radiale Baraki. Il a fallu réaliser un route surélevées sur une longueur de 1,2 km afin de traverser la voie ferrée Alger-Oran, une zone marécageuse et l'oued El Harrach. Elle est inaugurée en 2019.
Après la décision gouvernementale en Mai 2022 sur la numérotation des autoroutes, l'Autoroute A1 relie désormais la Rocade Nord (Autoroute de l'Est) à Boughezoul, dont la Radiale Oued Ouchayah en fait ainsi partie intégrante.

## Parcours
- Échangeur entre rocade nord d'Alger et Radiale Oued Ouchayah (km 0)
- : Quartier desservi Hussein Dey/El Magharia (km 1)
- : Quartier desservi Bachdjerrah/Hai El Badr (km 3,2)
- Échangeur entre Radiale Oued Ouchayah et Rocade sud d'Alger (km 4,5)
- : Quartier desservi Gué de Constantine (km 5,2)

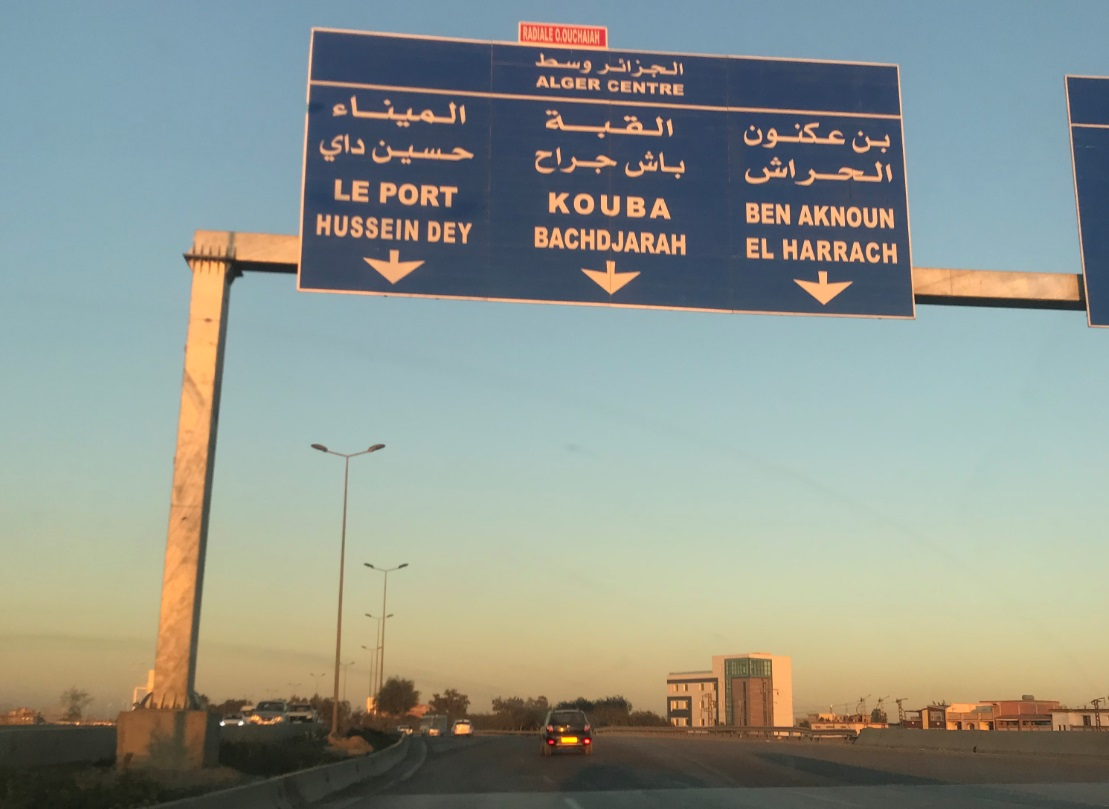
Radiale Oued Ouchayah

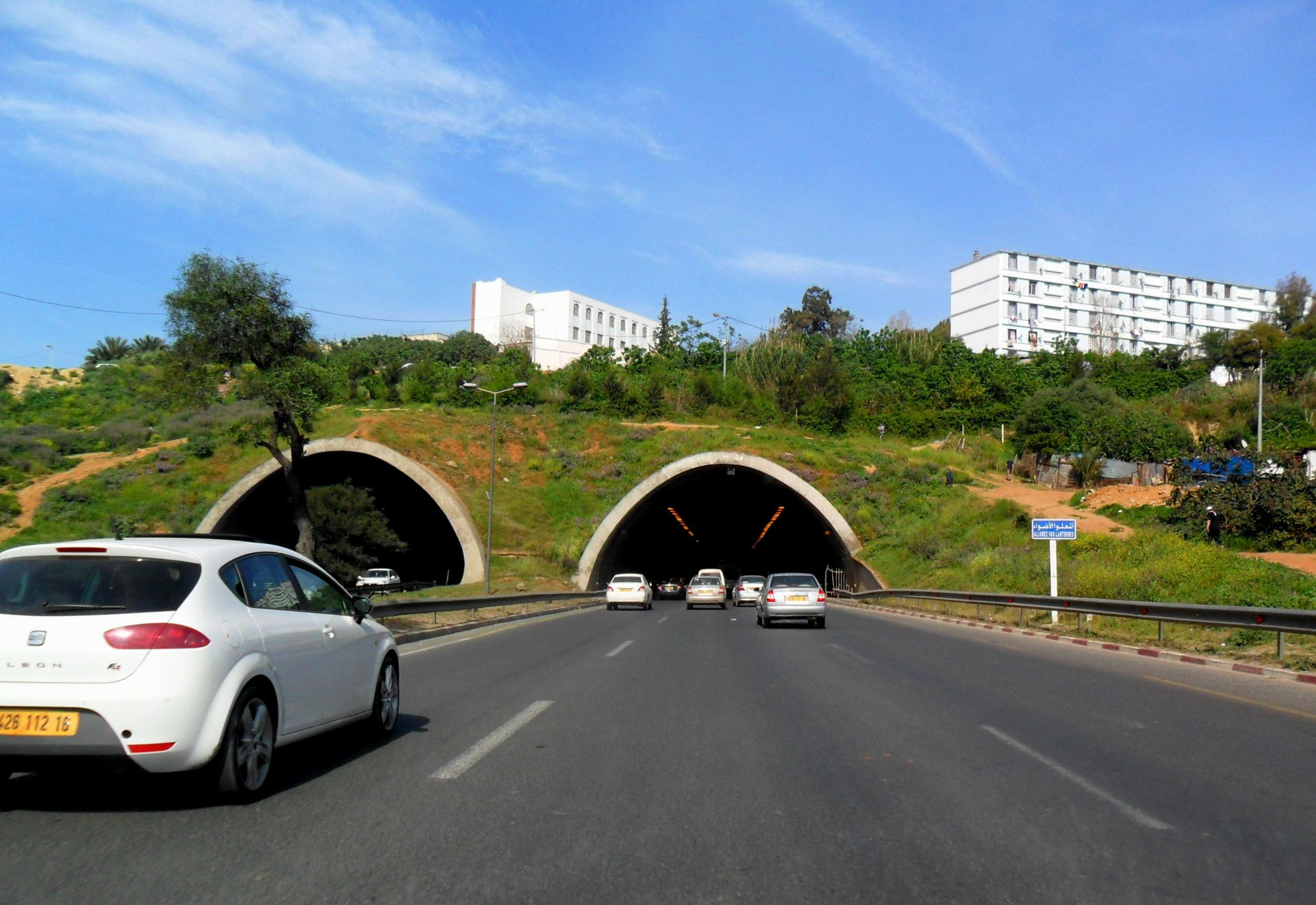
Tunnel de Oued Ouchayah

- : Quartier desservi Gué de Constantine/Semmar (km 5,3)
- Échangeur entre Radiale Oued Ouchayah et Radiale Baraki (km 4,5)